# Freya von Moltke
Freya von Moltke (Colònia, 29 de març de 1911 - Vermont, Estats Units, 1 de gener de 2010) fou una aristòcrata i activista alemanya membre del grup de resistència antinazi Cercle de Kreisau, cofundat amb el seu marit, el comte Helmuth James Graf von Moltke durant la Segona Guerra Mundial.
Freya von Moltke, advocada de formació i nascuda a Colònia al si d'una família de banquers, era viuda del militant de la resistència contra els nazis, Helmuth James Graf von Moltke, executat pel règim nacionalsocialista per traïció, amb qui s'havia casat el 1931. L'any 1940 fundaren el Cercle de Kreisau, grup format per aristòcrates, clergues, diplomàtics i noms vinculats al món de l'economia favorables a la caiguda d'Adolf Hitler. Alguns dels seus membres donaren suport a l'atemptat fallit contra Adolf Hitler el 1944. Helmuth von Moltke va ser executat el 1945 per alta traïció per haver treballat en favor de víctimes del règim nazi.
Freya von Moltke va organitzar reunions secretes durant la guerra per debatre el futur d'Alemanya un cop caigués el règim de Hitler. Després que el seu marit fos executat, es va traslladar a Polònia amb els seus dos fills i posteriorment a Sud-àfrica, on es va dedicar a explicar la lluita de la resistència en conferències i en diversos llibres.
L'any 1960 va emigrar a Vermont per viure amb Eugen Rosenstock-Huessy, un acadèmic que havia fugit d'Alemanya amb l'arribada dels nazis al poder. Eugen morí l'any 1973 i ella continuà la seva activitat divulgativa. Freya von Moltke publicà diversos llibres sobre la resistència contra el nazisme.
Va morir el gener de 2010 per una infecció vírica i els seus funerals es feren a l'església de Norwich (Vermont) amb presència del seu fill, Helmuth von Moltke.
La casa que els Von Moltke tenien a Silèsia, situada ara a Polònia, és un centre de serveis per a joves i per promoure la reconciliació d'alemanys i polonesos i la promoció de la integració europea.